# جورج ديويت
جورج ديويت (بالإنجليزية: George DeWitt)‏ هو مغني أمريكي، ولد في 30 ديسمبر 1922، وتوفي في 14 يوليو 1979.

## وصلات خارجية
- جورج ديويت على موقع IMDb (الإنجليزية)
- جورج ديويت على موقع قاعدة بيانات الفيلم (الإنجليزية)